# Skeeter Best
Skeeter Best, geboren als Clifton Best (Kinston, 20 november 1914 - The Bronx, 27 mei 1985), was een Amerikaanse jazzgitarist van de swing en de modern jazz.

## Biografie
Skeeter Best leerde gitaar spelen bij zijn moeder (en tevens pianolerares) en maakte zijn debuut als professioneel muzikant in de plaatselijke band van Abe Dunn. Hij werkte vervolgens van 1935 tot 1940 bij Slim Marshall en nam op met Erskine Hawkins. Daarna speelde hij van 1940 tot 1942 in het orkest van Earl Hines en vervulde hij zijn militaire dienstplicht tijdens de Tweede Wereldoorlog in de United States Navy. Na de oorlog speelde hij bij Bill Johnson (1945–1949). In 1951/1952 toerde hij met Oscar Pettiford door Japan en Korea, had in New York kortstondig een eigen trio en speelde met Paul Quinichette. Hij kreeg bekendheid door zijn medewerking aan de Soul Brothers-sessie met Ray Charles en Milt Jackson in 1957.
Verder werkte hij in New York als freelance muzikant, speelde in 1956 onder andere in het Modern Jazz Sextet met Dizzy Gillespie, Sonny Stitt, John Lewis, Percy Heath, Charlie Persip, Kenny Clarke en Sir Charles Thompson. Bovendien begeleidde hij de zangeressen Etta Jones en Nellie Lutcher. Best nam platen op met Milt Hinton, Osie Johnson, Jimmy Rushing, Sonny Stitt en Lucky Thompson. De daaropvolgende jaren werkte hij in de Bronx in het Manna House als leraar.
Skeeter Best werd beïnvloed door Charlie Christian en Freddie Green. Hij was ook werkzaam als arrangeur.

## Overlijden
Skeeter Best overleed in mei 1985 op 70-jarige leeftijd.

## Discografie
- 1957: Ray Charles - Milt Jackson Sextet: Soul Brothers (Atlantic Records)
- 1939: Erskine Hawkins: The Complete erskine Hawkins, Vol. 1/2 (RCA Records)
- ????: Earl Hines: The Indispensable Earl Hines Vol. 3/4 1939-1945 (RCA Records)
- 1960: Etta Jones: Don't Go To Strangers (OJC)
- 1956: Modern Jazz Sextet (Verve Records)
- 1953: Paul Quinichette: The Chase And the Steeplechase (RCA Records)
- 1959/59: Jimmy Rushing: Rushing Lullabies (Columbia Records)
- 1955-1962: Sonny Stitt: Verve Jazz Masters (Verve Records)
- 1956: Lucky Thompson: Tricotism (Impulse! Records)

- Bibliothèque nationale de France: cb13982462x (data)
- Gemeinsame Normdatei: 134760662
- International Standard Name Identifier: 0000 0000 5517 1916
- Library of Congress Control Number: n93016300
- MusicBrainz: 0b65e7ab-6437-4792-82da-7bfb74f72966
- Istituto Centrale per il Catalogo Unico: DDSV154579
- SNAC: w6tk2tkf
- Virtual International Authority File: 34652238
- WorldCat: E39PBJvd4pKPGmDrbDdtGmwQv3